# Alberto Elena

Alberto Elena Díaz (Madrid, 8 de junio de 1958 - Madrid, 29 de abril de 2014) fue un profesor e investigador español considerado como uno de los principales estudiosos en España del World Cinema o, como él prefería llamarlo, cine periférico.

## Trayectoria profesional
Catedrático de Comunicación Audiovisual en la Universidad Carlos III de Madrid, de la que era profesor desde 2006, donde dirigió el Máster y el Programa de Doctorado de Investigación en Medios de Comunicación.  Profesor, con anterioridad, de la Universidad Nacional de Educación a Distancia (UNED), la Universidad Autónoma de Madrid (donde, aunque ejercía de profesor de Historia de la Ciencia, fundó el Aula de Cine en la Facultad de Filosofía y Letras y creó el primer Doctorado en Historia del Cine de una universidad española) y Research Fellow en la New School for Social Research (Nueva York). Impartió docencia de posgrado en diversas Universidades, entre ellas las de Buenos Aires, Pekín, Autónoma de Barcelona y Valladolid.
Fundador y director durante más de diez años de Secuencias. Revista de Historia del Cine (Madrid), fue también miembro de los consejos editoriales de New Cinemas (Bristol) y Revista de Medicina y Cine / Journal of Medicine and Film (Salamanca), entre otras, así como de la colección 24 Frames editada por Wallflower Press (Londres / Nueva York) y de los St Andrews Film Studies publicados por la Universidad de St Andrews.
Delegado en España de la Network for the Promotion of Asian Cinema (NETPAC), organizó ciclos y retrospectivas para diferentes festivales especializados y fue miembro de distintos jurados en Berlín, San Sebastián, Buenos Aires, París, Varsovia, Tánger y Uagadugú. Formó parte del comité científico de numerosos congresos internacionales y recibió, en 2002 y 2009, sendos Premios de Investigación de la Asociación Española de Historiadores de Cine (AEHC). También fue asesor en materia de cine, desde su fundación en el año 2007, de la Casa Árabe de Madrid, donde fue comisario de varios programas cinematográficos. Esta faceta de programador también la ejerció en el Festival de Granada Cines del Sur.

## Campos de investigación
Sus principales campos de investigación fueron los cines latinoamericano, africano y asiático; dentro de ellos estudió la relación del cine español con el latinoamericano y también fenómenos como los de Nollywood (la industria del cine de Nigeria, más grande incluso que la india) o Bollywood, así como figuras como la del cineasta iraní Abbas Kiarostami o las conexiones entre el cine español y el colonialismo, lo cual hizo de él un pionero en la aplicación al cine español de la teoría de los cines transnacionales.

## Publicaciones de Alberto Elena (selección)

### Libros (como autor)
- Las quimeras de los cielos. Aspectos epistemológicos de la revolución copernicana. Madrid: Siglo XXI, 1985 ISBN 978-84-323-0504-7
- A hombros de gigantes. Estudios sobre la Primera Revolución Científica. Madrid: Alianza, 1989 ISBN 978-84-206-2586-7
- El cine del Tercer Mundo. Diccionario de realizadores. Madrid: Turfan, 1993 ISBN 978-84-88656-00-1
- La revolución astronómica. Madrid: Akal, 1995 ISBN 978-84-460-0380-9
- Satyajit Ray. Madrid: Cátedra, 1998 ISBN 978-84-376-1647-6
- Los cines periféricos: África, Oriente Medio, India. Barcelona: Paidós, 1999 ISBN 978-84-493-0710-2
- Ciencia, cine e historia: De Méliès a 2001. Madrid: Alianza, 2002 ISBN 978-84-206-4140-9
- Abbas Kiarostami. Madrid: Cátedra, 2002 ISBN 978-84-376-2019-0
- Entre amigos y vecinos: puerta abierta al Magreb. San Sebastián: Festival Internacional de Cine de San Sebastián, 2003.
- The cinema of Abbas Kiarostami. Londres: Saqi Books, 2005
- La invención del subdesarrollo: cine, tecnología y modernidad. Valencia: Filmoteca de la Generalitat Valenciana, 2007 ISBN 978-84-482-4634-1

### Libros (como editor)
- Copérnico, Digges, Galileo: Opúsculos sobre el movimiento de la Tierra. Madrid: Alianza, 1983 ISBN 978-84-206-9953-0
- Blaise Pascal: Tratados de pneumática. Madrid: Alianza, 1984 ISBN 978-84-206-0058-1
- La llamada de África. Estudios sobre el cine colonial español. Barcelona: Bellatera, 2010 ISBN 978-84-7290-502-3

### Capítulos de libros
- "Reeducar la mirada: el cine de Abbas Kiarostami". En Abbas Kiarostami. Bilbao: Museo de Bellas Artes de Bilbao, 2003
- "En retirada: violencia política y paisaje urbano en la trilogía noir de Juan Carlos Desanzo (1983-1985)". En: Schmitz, S., Thiem, A. y Verdú, D. A (Eds.), Diseño de nuevas geografías en la novela y el cine negros de Argentina y Chile. Madrid: Iberoamericana, 2014.
- "Towards a New Cartography oF Arab Film Festivals". En: Lordanova, D. y Van de Peer, S. (Eds.), Film Festivals and the Middle Est. St. Andrews: St. Andrews Film Studies, 2014
- "Tánger: As time goes by...". En: García Gómez, F. y Pavés, G. M. (Eds.), Ciudades de cine. Madrid: Cátedra, 2014.
- "L'Autre colonial: dérives du cinema espagnol avant la Transition démocratique". En: Feenstra, P. y Sánchez Biosca, V. (Eds.) Le cinema espagnol. Histoire et culture. París: Armand Collin, 2014
- "Back to Africa? Colonial History and Postcolonial Dynamics in Recent Spanish Cinema". En: Wheeler, D. y Canet, F. (Eds.) (Re)viewing Creative, Critical and Commercial Practices in Contemporary Spanish Cinema. Bristol: Intellect, 2014